# Kiss Me Quick
"Kiss Me Quick" er en komposition fra foråret 1961 af Doc Pomus og Mort Shuman, varighed 2 minutter 46 sekunder. 
Sangen er indsunget af Elvis Presley den 25. juni 1961 til albummet Pot Luck, der kom på gaden 5. juni 1962.
Pot Luck var så succesfyldt, at det affødte flere singleudgivelser de næste par år, bl.a. "Kiss Me Quick", der var A-side på en single med "Suspicion" som B-side. A- og B-siden var i øvrigt skrevet af det samme forfatterpar. "Kiss Me Quick" var på gaden i april 1964.
Sangen er siden indspillet i en lang række kopiversioner, bl.a. af Christer Sjögren fra det svenske danceband Vikingarna på hans soloalbum King Creole fra 2006.